# Bruno Zambrini
Bruno Zambrini (Francavilla al Mare, 5 aprile 1935) è un musicista e produttore discografico italiano.
Zambrini è entrato nella storia della musica leggera italiana come compositore di brani di enorme successo per Gianni Morandi (Non son degno di te, In ginocchio da te, Se non avessi più te, La fisarmonica,  Un mondo d'amore), per Patty Pravo (La bambola), per Mina e Domenico Modugno. Ha anche prodotto cantanti e gruppi musicali di successo, tra i quali I Cugini di Campagna.
È autore di numerose colonne sonore e musiche per film comici e musicarelli, tra cui quelli del regista Neri Parenti (quasi tutti quelli della serie su Ugo Fantozzi) e della serie televisiva degli anni settanta Qui squadra mobile.
Più recentemente è diventato il musicista di riferimento di Fausto Brizzi per la serie Notte prima degli esami.

## Biografia
Trascorsa l'infanzia e l'adolescenza a Bagnacavallo, città di cui la sua famiglia è originaria (anche se Zambrini è nato in Abruzzo), e dopo un lungo periodo di permanenza a Falerone (FM) al seguito del padre daziere,  si spostò poi a Roma (su consiglio del maestro Francesco Balilla Pratella) per frequentare il Conservatorio Santa Cecilia, dove ottenne il diploma in pianoforte e composizione; nello stesso periodo si appassionò al jazz ed iniziò a comporre le prime canzoni, iscrivendosi alla Siae nel 1952.
Durante una vacanza a Milano Marittima conobbe Dino Sarti che lo presentò al maestro Carlo Alberto Rossi. Dopo aver ascoltato alcune sue composizioni, Rossi gli propose un contratto discografico come autore per la CAR Juke-Boc, etichetta discografica da lui fondata e diretta. Cominciò quindi a scrivere per artisti come Jenny Luna, Nicola Arigliano, Joe Sentieri e molti altri.
Dopo l'incontro con il paroliere Franco Migliacci, scrisse alcuni dei più grandi successi di Gianni Morandi degli anni '60, come In ginocchio da te, Se non avessi più te, Notte di ferragosto, Non son degno di te (con cui vince il Festival delle Rose 1964), La mia ragazza sa, La fisarmonica, Chimera e molte altre.
Per Domenico Modugno scrisse Lettera di un soldato e per Patty Pravo La bambola e Concerto per Patty, oltre che per altri artisti delle etichette RCA Italiana e CGD.
Sempre su testo di Migliacci, presentò al Festival di Napoli 1964 Sulamente 'a mia, cantata da Claudio Villa e Giancarlo Guardabassi.
Nel 1970 fondò insieme a Gianni Meccia la casa discografica Pull, lanciando i Cugini di Campagna, gruppo musicale per il quale scrisse le musiche dell'album discografico eponimo e produsse il secondo album, Anima mia; con la Pull pubblicherà inoltre anche dischi di musicisti classici come Salvatore Accardo e Franco Petracchi.
Tornò a collaborare con Morandi nel 1976, scrivendo la musica di Sei forte papà!, che il cantante di Monghidoro incise con due bambini, la figlia di Gianni Marianna Morandi ed il figlio di Zambrini, Andrea.
Ha scritto nel 1978 per Corrado la sigla di Domenica in, Il leone.
Dal 1981 unisce all'attività di compositore di canzoni anche quella di compositore di colonne sonore esordendo con quello che sarà per anni il primo incasso italiano, il film Innamorato pazzo con la regia di Castellano e Pipolo. Da quel momento seguiranno decine di colonne sonore, dalla saga dei Fantozzi agli Scuola di Ladri, fino ad arrivare alla lunga serie dei cinepanettoni di Neri Parenti.
Per il Festival di Sanremo 1995 scrive la musica di In amore (su testo di Pasquale Panella), seconda classificata nell'interpretazione di Morandi in duetto con Barbara Cola.
Nel 1999 scrive per Andrea Bocelli ed Eros Ramazzotti il duo Nel cuore lei.
Ha collaborato con diversi parolieri e musicisti, fra cui Nisa, Antonio Amurri, Luis Bacalov, Franco Migliacci e Gianni Meccia (album Il pullover e Il gioco della musica).
Nel 2011 esce Maschi contro femmine - Femmine contro maschi, compilation che racchiude le colonne sonore da lui curate per i due film, mentre nel 2012 viene distribuito Com'è bello far l'amore con le musiche originali della commedia di Brizzi e l'omonima canzone scritta dal Maestro e cantata da Patty Pravo.
Nel 2020 gli è stato conferito il Premio Alessandro Cicognini per la sua carriera.

## Vita privata
Ha due figli: Andrea, che ha cantato insieme a Marianna Morandi Sei forte papà, Alessandro, che era la voce solista della canzone di Charlotte, i cui coristi erano gli attuali giornalisti Maddalena Santucci e Gianmarco Trevisi del Giornale Radio Rai (che in quel periodo facevano parte dei Piccoli Cantori di Milano). È cognato del paroliere e autore televisivo Stefano Jurgens.

## Canzoni scritte da Bruno Zambrini
| Anno | Titolo                                  | Autori del testo                  | Autori della musica                     | Interpreti                                       |
| ---- | --------------------------------------- | --------------------------------- | --------------------------------------- | ------------------------------------------------ |
| 1959 | Vorrei baciarti                         | Nisa                              | Bruno Zambrini e Carlo Alberto Rossi    | Joe Sentieri e Don Marino Barreto Junior         |
| 1962 | Le tue scale                            | Gianni Meccia                     | Bruno Zambrini                          | Gianni Meccia                                    |
| 1963 | Quando ci si vuol bene (come noi)       | Giorgio Calabrese                 | Bruno Zambrini e Elio Isola             | Arturo Testa e Joe Sentieri                      |
| 1963 | Lettera di un soldato                   | Domenico Modugno                  | Bruno Zambrini                          | Domenico Modugno                                 |
| 1964 | Io non ti ho saputo amare               | Franco Migliacci                  | Bruno Zambrini                          | Giancarlo Guardabassi                            |
| 1964 | Le tue nozze                            | Franco Migliacci                  | Bruno Zambrini                          | Edoardo Vianello                                 |
| 1964 | Sulamente 'a mia                        | Franco Migliacci                  | Bruno Zambrini                          | Giancarlo Guardabassi                            |
| 1964 | Gli occhi tuoi sono blu                 | Franco Migliacci                  | Bruno Zambrini                          | Peggy March                                      |
| 1964 | Se puoi uscire una domenica sola con me | Giancarlo Guardabassi             | Bruno Zambrini                          | Gianni Morandi                                   |
| 1964 | In ginocchio da te                      | Franco Migliacci                  | Bruno Zambrini                          | Gianni Morandi                                   |
| 1964 | Non son degno di te                     | Franco Migliacci                  | Bruno Zambrini                          | Gianni Morandi                                   |
| 1965 | Se non avessi più te                    | Franco Migliacci                  | Bruno Zambrini e Luis Bacalov           | Gianni Morandi                                   |
| 1965 | Ti vedo uscire                          | Franco Migliacci                  | Bruno Zambrini e Luis Bacalov           | Donatella Moretti                                |
| 1965 | Il ballo della bussola                  | Franco Migliacci                  | Bruno Zambrini e Enrico Ciacci          | Dino                                             |
| 1965 | Torna torna torna                       | Franco Migliacci                  | Bruno Zambrini e Luis Bacalov           | Giancarlo Guardabassi                            |
| 1965 | Lui                                     | Franco Migliacci                  | Bruno Zambrini e Luis Bacalov           | Rita Pavone e Maria Cuomo                        |
| 1965 | Non m'importa più                       | Giancarlo Guardabassi             | Bruno Zambrini                          | Donatella Moretti                                |
| 1965 | I ragazzi dello shake                   | Franco Migliacci                  | Bruno Zambrini e Luis Bacalov           | Gianni Morandi                                   |
| 1966 | Mi vedrai tornare                       | Franco Migliacci                  | Bruno Zambrini e Luis Bacalov           | Gianni Morandi                                   |
| 1966 | La fisarmonica                          | Franco Migliacci                  | Bruno Zambrini e Luis Bacalov           | Gianni Morandi                                   |
| 1966 | Notte di ferragosto                     | Franco Migliacci                  | Bruno Zambrini e Luis Bacalov           | Gianni Morandi                                   |
| 1966 | Chiaro di luna sul mare                 | Franco Migliacci                  | Bruno Zambrini e Luis Bacalov           | Donatella Moretti                                |
| 1966 | Era più di un anni                      | Franco Migliacci                  | Bruno Zambrini e Luis Bacalov           | Donatella Moretti                                |
| 1966 | Povera piccola                          | Franco Migliacci                  | Bruno Zambrini e Gian Claudio Mantovani | Gianni Morandi                                   |
| 1967 | Un mondo d'amore                        | Franco Migliacci                  | Bruno Zambrini e Sante Maria Romitelli  | Gianni Morandi                                   |
| 1967 | Questa vita cambierà                    | Franco Migliacci                  | Bruno Zambrini e Luis Bacalov           | Gianni Morandi                                   |
| 1967 | Dammi la mano per ricominciare          | Franco Migliacci                  | Bruno Zambrini e Luis Bacalov           | Gianni Morandi                                   |
| 1967 | Mille e una notte                       | Franco Migliacci                  | Bruno Zambrini e Luis Bacalov           | Gianni Morandi                                   |
| 1967 | Di riffe e di raffe                     | Franco Migliacci                  | Bruno Zambrini e Luis Bacalov           | Paolo Poli e I "Cantori moderni" di Alessandroni |
| 1967 | Botolabò                                | Franco Migliacci                  | Bruno Zambrini e Luis Bacalov           | Gianni Morandi e Gianni Meccia                   |
| 1967 | Canzone del pinguino                    | Franco Migliacci                  | Bruno Zambrini e Luis Bacalov           | Gianni Morandi e Franco Latini                   |
| 1967 | È dolce dare la buonanotte              | Franco Migliacci                  | Bruno Zambrini e Luis Bacalov           | Gianni Morandi e Nada (nel 1970)                 |
| 1967 | Mandalo giù                             | Franco Migliacci                  | Bruno Zambrini e Luis Bacalov           | Mina                                             |
| 1967 | Israel                                  | Franco Migliacci                  | Bruno Zambrini e Ruggero Cini           | Gianni Morandi                                   |
| 1968 | La bambola                              | Franco Migliacci                  | Bruno Zambrini e Ruggero Cini           | Patty Pravo                                      |
| 1968 | Chimera                                 | Franco Migliacci                  | Bruno Zambrini                          | Gianni Morandi                                   |
| 1968 | Quand'ero piccola                       | Franco Migliacci                  | Bruno Zambrini e Luis Bacalov           | Mina                                             |
| 1968 | Una sola verità                         | Franco Migliacci                  | Bruno Zambrini e Mauro Lusini           | Gianni Morandi                                   |
| 1969 | Bada bambina                            | Franco Migliacci                  | Bruno Zambrini                          | Little Tony e Mario Zelinotti                    |
| 1969 | Scende la notte, sale la luna           | Gianni Meccia                     | Bruno Zambrini                          | Patty Pravo                                      |
| 1969 | Concerto per Patty                      | Gianni Meccia                     | Bruno Zambrini                          | Patty Pravo                                      |
| 1969 | Centomila Violoncelli                   | Gianni Meccia                     | Bruno Zambrini                          | Italo Ianne                                      |
| 1971 | Io chi sono io                          | Gianni Meccia                     | Bruno Zambrini e Gianni Meccia          | Gianni Meccia                                    |
| 1971 | Te la dico                              | Gianni Meccia                     | Bruno Zambrini                          | Annibale                                         |
| 1972 | Un letto e una coperta                  | Gianni Meccia                     | Bruno Zambrini                          | I Cugini di Campagna                             |
| 1972 | L'uva è nera                            | Gianni Meccia                     | Bruno Zambrini e Ivano Michetti         | I Cugini di Campagna                             |
| 1972 | Simba né né                             | Gianni Meccia                     | Bruno Zambrini                          | I Cugini di Campagna                             |
| 1972 | Come to Canterbury                      | Gianni Meccia                     | Bruno Zambrini                          | I Cugini di Campagna                             |
| 1972 | Tirin Tiron                             | Gianni Meccia e Italo Alfaro      | Bruno Zambrini                          | I Cugini di Campagna                             |
| 1975 | Adesso basti tu                         | Gianni Meccia                     | Bruno Zambrini                          | Gabriella Sanna                                  |
| 1975 | Sei forte papà                          | Stefano Jurgens                   | Bruno Zambrini                          | Gianni Morandi                                   |
| 1976 | Per poter vivere                        | Stefano Jurgens                   | Bruno Zambrini                          | Gianni Morandi                                   |
| 1976 | E sei così grande                       | Gianni Meccia                     | Bruno Zambrini e Gianni Meccia          | Gianni Meccia                                    |
| 1976 | Un tubetto di dentifricio               | Gianni Meccia                     | Bruno Zambrini e Gianni Meccia          | Gianni Meccia                                    |
| 1978 | In cambio che mi dai                    | Stefano Jurgens                   | Bruno Zambrini                          | Gianni Morandi                                   |
| 1978 | Il leone                                | Stefano Jurgens e Franco Torti    | Bruno Zambrini e Gianni Meccia          | Corrado                                          |
| 1980 | La canzone di Charlotte                 | Stefano Jurgens                   | Bruno Zambrini e Gianni Meccia          | I papaveri blu                                   |
| 1980 | A cavallo con Tex                       | Stefano Jurgens                   | Bruno Zambrini e Gianni Meccia          | I papaveri blu                                   |
| 1983 | Il gioco della musica                   | Gianni Meccia                     | Bruno Zambrini                          | Gianni Meccia                                    |
| 1983 | Scivolare                               | Stefano Jurgens e Gianni Meccia   | Bruno Zambrini                          | Gianni Meccia                                    |
| 1983 | Mai più cattivi pensieri!               | Stefano Jurgens e Gianni Meccia   | Bruno Zambrini                          | Gianni Meccia                                    |
| 1983 | Che piacere fa                          | Stefano Jurgens e Gianni Meccia   | Bruno Zambrini                          | Gianni Meccia                                    |
| 1983 | Lupo di mare                            | Gianni Meccia                     | Bruno Zambrini                          | Gianni Meccia                                    |
| 1983 | Barbi                                   | Stefano Jurgens e Gianni Meccia   | Bruno Zambrini                          | Gianni Meccia                                    |
| 1994 | Margheritando il cuore                  | Assolo                            | Bruno Zambrini                          | Ambra Angiolini                                  |
| 1995 | In amore                                | Duchesca                          | Bruno Zambrini                          | Gianni Morandi e Barbara Cola                    |
| 1999 | Nel cuore lei                           | Adelio Cogliati e Eros Ramazzotti | Bruno Zambrini                          | Andrea Bocelli e Eros Ramazzotti                 |
| 2012 | Com'è bello far l'amore                 | Marco Adami e Fausto Brizzi       | Bruno Zambrini                          | Patty Pravo                                      |

## Partecipazioni a festival musicali
- Festival di Sanremo 1963 (Quando ci si vuol bene (come noi), con Elio Isola, su testo di Giorgio Calabrese; Arturo Testa – Joe Sentieri)
- Festival delle Rose 1964 (Non son degno di te, su testo di Franco Migliacci; Gianni Morandi) - Canzone vincitrice
- Festival di Napoli 1964 (Sulamente 'a mia, su testo di Franco Migliacci; Claudio Villa - Giancarlo Guardabassi)
- Cantagiro edizione IV (Torna Torna Torna, su testo di Franco Migliacci; Giancarlo Guardabassi)
- Festival di Sanremo 1969 (Bada bambina, su testo di Franco Migliacci; Little Tony – Mario Zelinotti)
- Festival di Sanremo 1975 (Adesso basti tu, su testo di Gianni Meccia; Gabriella Sanna)
- Festival di Sanremo 1995 (In amore, su testo di Pasquale Panella; Gianni Morandi e Barbara Cola)

## Produzioni discografiche
Nel 1970 insieme a Gianni Meccia fonda la Pull srl che diventerà un'etichetta discografica tra le prime in Italia con la quale produrranno complessi come I cugini di campagna e moltissimi dischi di musica leggera e classica.
Produzioni artistiche: 
- I Cugini di Campagna edizione Pull (dal 1970 al 1980)
- Gianni Morandi album Per Poter Vivere edizione RCA (1976)
- Fabrizio Pieraccini edizione Fonit Cetra (dal 1994 al 1996)
- Marco Adami edizione Aleandre/Bmg (dal 1996 al 1999)

## Colonne sonore
Film per i quali Zambrini ha curato la colonna sonora:
- Rita, la figlia americana, regia di Piero Vivarelli (1965)
- Per amore... per magia..., regia di Duccio Tessari (1967)
- Guardami nuda, regia di Italo Alfaro (1972)
- Canterbury proibito, regia di Italo Alfaro (1972)
- Decameron nº 3 - Le più belle donne del Boccaccio, regia di Italo Alfaro (1972)
- Io e lui, regia di Luciano Salce (1973)
- Sentivano... uno strano, eccitante, pericoloso puzzo di dollari, regia di Italo Alfaro (1973)
- Viva d'Artagnan, regia di Gabriele Crisanti (1977)
- Innamorato pazzo, regia di Castellano e Pipolo (1981)
- Sogni mostruosamente proibiti, regia di Neri Parenti (1982)
- Pappa e ciccia, regia di Neri Parenti (1983)
- Fantozzi subisce ancora, regia di Neri Parenti (1983)
- Sfrattato cerca casa equo canone, regia di Pier Francesco Pingitore (1983)
- Fracchia contro Dracula, regia di Neri Parenti (1985)
- I pompieri, regia di Neri Parenti (1985)
- Il tenente dei Carabinieri, regia di Maurizio Ponzi (1986)
- Scuola di ladri, regia di Neri Parenti (1986)
- Missione eroica - I pompieri 2, regia di Giorgio Capitani (1987)
- Scuola di ladri - Parte seconda, regia di Neri Parenti (1987)
- Fantozzi va in pensione, regia di Neri Parenti (1988)
- Ho vinto la lotteria di capodanno, regia di Neri Parenti (1989)
- Fantozzi alla riscossa, regia di Neri Parenti (1990)
- Occhio alla perestrojka, regia di Castellano e Pipolo (1990)
- Le comiche, regia di Neri Parenti (1990)
- Safari, regia di Roger Vadim (1991)
- Le comiche 2, regia di Neri Parenti (1991)
- Infelici e contenti, regia di Neri Parenti (1992)
- Saint Tropez - Saint Tropez, regia di Castellano e Pipolo (1992)
- Ci hai rotto papà, regia di Castellano e Pipolo (1993)
- Fantozzi in paradiso, regia di Neri Parenti (1993)
- Le nuove comiche, regia di Neri Parenti (1994)
- La voce del cuore, regia di Lodovico Gasparini (1995)
- Italiani, regia di Maurizio Ponzi (1996)
- Fantozzi - Il ritorno, regia di Neri Parenti (1996)
- Cucciolo, regia di Neri Parenti (1998)
- Paparazzi, regia di Neri Parenti (1998)
- Tifosi, regia di Neri Parenti (1999)
- Body Guards - Guardie del corpo, regia di Neri Parenti (2000)
- Merry Christmas, regia di Neri Parenti (2001)
- Natale sul Nilo, regia di Neri Parenti (2002)
- Natale in India, regia di Neri Parenti (2003)
- Christmas in Love, regia di Neri Parenti (2004)
- Natale a Miami, regia di Neri Parenti (2005)
- Notte prima degli esami, regia di Fausto Brizzi (2006)
- Natale a New York, regia di Neri Parenti (2006)
- Notte prima degli esami oggi, regia di Fausto Brizzi (2007)
- Natale in crociera, regia di Neri Parenti (2007)
- Natale a Rio, regia di Neri Parenti (2008)
- Ex, regia di Fausto Brizzi (2009)
- Natale a Beverly Hills, regia di Neri Parenti (2009)
- Maschi contro femmine, regia di Fausto Brizzi (2010)
- Natale in Sudafrica, regia di Neri Parenti (2010)
- Femmine contro maschi, regia di Fausto Brizzi (2011)
- Vacanze di Natale a Cortina, regia di Neri Parenti (2011)
- Com'è bello far l'amore, regia di Fausto Brizzi (2012)
- Gladiatori di Roma, regia di Iginio Straffi (2012)
- Pazze di me, regia di Fausto Brizzi (2013)
- Ma tu di che segno 6?, regia di Neri Parenti (2014)
- Vacanze ai Caraibi, regia di Neri Parenti (2015)
- Forever Young, regia di Fausto Brizzi (2016)
- Natale da chef, regia di Neri Parenti (2017)
- Amici come prima, regia di Christian De Sica (2018)
- Natale a 5 stelle, regia di Marco Risi (2018)
- Modalità aereo, regia di Fausto Brizzi (2019)
- Se mi vuoi bene, regia di Fausto Brizzi (2019)
- La mia banda suona il pop, regia di Fausto Brizzi (2020)
- In vacanza su Marte, regia di Neri Parenti (2020)
- Bla Bla Baby, regia di Fausto Brizzi (2022)
- Volevo un figlio maschio, regia di Neri Parenti (2023)

## Riconoscimenti
- David di Donatello per il miglior musicista (nomination 2006 per Notte prima degli esami e nel 2009 per Ex)
- Premio Internazionale Alessandro Cicognini[4]